# 弘前市立堀越小学校
弘前市立堀越小学校（ひろさきしりつ ほりこししょうがっこう）は、青森県弘前市大字門外一丁目にある公立小学校。

## 沿革
- 1885年（明治18年）6月1日 - 為善小学と水哉小学が合併し、中津軽郡門外字上松元8番地に校舎を新築して隆親小学校として、発足。
- 1887年（明治20年） - 隆親簡易小学校と改称。
- 1890年（明治23年） - 隆親尋常小学校と改称。
- 1925年（大正14年）10月 - 門外字松元24番1号に校舎新築移転。
- 1941年（昭和16年）4月1日 - 国民学校令により、堀越国民学校と改称。
- 1947年（昭和22年）4月1日 - 学校教育法（旧法）施行により、堀越村立堀越小学校と改称。同日、堀越中学校を併設。
- 1948年（昭和23年）4月 - 取上字西田に松原分校設置。
- 1949年（昭和24年）1月 - 校地西側に堀越中学校校舎を新築分離。
- 1954年（昭和29年）4月 - 松原分校が、分離・独立し、松原小学校（1964年4月1日に弘前市立文京小学校と改称）となる。
- 1955年（昭和30年）3月1日 - 堀越村の弘前市への合併により、弘前市立掘越小学校と改称。
- 1960年（昭和35年）4月 - 特殊学級（精薄）新設。
- 1963年（昭和38年）4月 - 体育館落成式挙行。
- 1966年（昭和41年） - 豊田中学校に堀越中学校を統合、小比内に弘前市立第五中学校堀越校舎として発足。
- 1968年（昭和43年）4月 - 第五中学校堀越校舎移転に伴い、全校地の管理を委託される。
- 1971年（昭和46年）7月 - 校舎改築に着手。
- 1974年（昭和49年）
  - 3月 - 校舎竣工。
  - 9月 - 創立90周年記念式典と校舎新築落成記念式典を挙行。
- 2007年（平成19年）12月 - 校舎増改築工事[1]。

## 学区
出典
特記無きは全域
- 小比内（5丁目の一部・字狐森）
- 大清水
- 門外
- 堀越
- 大清水1丁目
- 大清水2丁目
- 大清水3丁目（一部）
- 大清水4丁目
- 川合
- 門外1丁目
- 門外2丁目
- 門外3丁目
- 門外4丁目
- 扇町
- 泉野

## 交通
- 弘南バス
  - 「大清水一丁目」停留所
    - 川先経由 弘前駅 - さくら野弘前店
    - 小比内経由 弘前駅 - さくら野弘前店

  - 「大清水局前」・「門外十文字」停留所
    - 弘前バスターミナル - 大鰐・碇ヶ関線
    - 弘前バスターミナル - 薬師堂北口線
    - 松森町・門外経由 弘前駅 - 自衛隊線